# Ivan Brečević
Ivan Brečević (Capodistria, 28 luglio 1987) è un calciatore croato, attaccante del Buje.

## Carriera

### Club
Ha giocato nella massima serie dei campionati sloveno, cinese e croato.

## Statistiche

### Presenze e reti nei club
Statistiche aggiornate al 10 marzo 2021.
| Stagione         | Squadra          | Campionato       | Campionato | Campionato | Coppe nazionali | Coppe nazionali | Coppe nazionali | Coppe continentali | Coppe continentali | Coppe continentali | Altre coppe | Altre coppe | Altre coppe | Totale | Totale |
| Stagione         | Squadra          | Comp             | Pres       | Reti       | Comp            | Pres            | Reti            | Comp               | Pres               | Reti               | Comp        | Pres        | Reti        | Pres   | Reti   |
| ---------------- | ---------------- | ---------------- | ---------- | ---------- | --------------- | --------------- | --------------- | ------------------ | ------------------ | ------------------ | ----------- | ----------- | ----------- | ------ | ------ |
| 2009-2010        | Gorica           | 1. SNL           | 23         | 10         | CS              | 1               | 0               | -                  | -                  | -                  | -           | -           | -           | 24     | 10     |
| 2010             | Shanxi Chanba    | CSL              | 12         | 0          | -               | -               | -               | -                  | -                  | -                  | -           | -           | -           | 12     | 0      |
| 2010-2011        | Sebenico         | 1. HNL           | 9          | 2          | CC              | 0               | 0               | -                  | -                  | -                  | -           | -           | -           | 9      | 2      |
| lug.-ago. 2011   | Sebenico         | 1. HNL           | 3          | 0          | CC              | 0               | 0               | -                  | -                  | -                  | -           | -           | -           | 3      | 0      |
| Totale Sebenico  | Totale Sebenico  | Totale Sebenico  | 12         | 2          |                 | 0               | 0               |                    | -                  | -                  |             | -           | -           | 12     | 2      |
| ago. 2011-2012   | Koper            | 1. SNL           | 20         | 6          | CS              | 1               | 0               | -                  | -                  | -                  | -           | -           | -           | 21     | 6      |
| 2012-2013        | Koper            | 1. SNL           | 28         | 10         | CS              | 3               | 1               | -                  | -                  | -                  | -           | -           | -           | 31     | 11     |
| lug. 2013        | Koper            | 1. SNL           | 1          | 0          | CS              | 0               | 0               | -                  | -                  | -                  | -           | -           | -           | 1      | 0      |
| Totale Koper     | Totale Koper     | Totale Koper     | 49         | 16         |                 | 4               | 1               |                    | -                  | -                  |             | -           | -           | 53     | 17     |
| lug. 2013-2014   | AEK Atene        | GE               | ?          | ?          | -               | -               | -               | -                  | -                  | -                  | -           | -           | -           | ?      | ?      |
| 2014-2015        | AEK Atene        | FL               | 10         | 8          | CG              | 3               | 0               | -                  | -                  | -                  | -           | -           | -           | 13     | 8      |
| 2015-2016        | AEK Atene        | SL               | 0          | 0          | CG              | 0               | 0               | -                  | -                  | -                  | -           | -           | -           | 0      | 0      |
| Totale AEK Atene | Totale AEK Atene | Totale AEK Atene | 10+        | 8+         |                 | 3               | 0               |                    | -                  | -                  |             | -           | -           | 13+    | 8+     |
| Totale carriera  | Totale carriera  | Totale carriera  | 106+       | 36+        |                 | 9               | 1               |                    | -                  | -                  |             | -           | -           | 115+   | 37+    |

## Palmarès

### Club

#### Competizioni nazionali
- Gamma Ethniki: 1

AEK Atene: 2013-2014 (gruppo 6)
- Football League: 1

AEK Atene: 2014-2015 (gruppo 1)
- Coppa di Grecia: 1

AEK Atene: 2015-2016